# Pedro Pi Calleja
Pedro Pi Calleja, en catalán Pere Pi i Calleja, (Barcelona, 19 de gener de 1907 – 11 d'octubre de 1986) fue un matemático y arquitecto catalán del siglo XX.  Gran parte de su trabajo se centró en el análisis matemático y en las integrales, aunque trabajó también con series numéricas, derivadas, ecuaciones funcionales, teoría de la medida o análisis funcional.

## Biografía
Nacido en Barcelona, su padre era el médico Enric Pi Morell, natural de Rosas, que estaba emparentado con la influyente familia Pi-Sunyer, siendo su abuelo Pere Pi i Sunyer. Su madre era Luisa Calleja Borja, natural de Madrid. Tuvo un hermano y una hermana mayores, fallecidos de muy jóvenes por la tuberculosis, y una hermana menor.
Estudió en la escuela pública, donde fue un magnífico estudiante, con las más altas calificaciones, y terminando los estudios secundarios con un Premio Extraordinario de Bachillerato. 
Cursó estudios simultáneamente en la Escuela Técnica Superior de Arquitectura de Barcelona y en la Facultad de Ciencias Exactas de la Universitat de Barcelona. De la segunda salió licenciado en 1928 con un Premio Extraordinario. Ya en 1928 empezó a ejercer como ayudante de profesor, y a partir de 1930 como profesor auxiliar de geomatría. En 1933 se licenció en Arquitectura.
Entre 1933 y 1935, y a propuesta de Julio Rey Pastor, del que era discípulo de la rama española de su escuela, estuvo becado por la Junta para Ampliación de Estudios e Investigaciones Científicas, para continuar sus estudios superiores en el Seminario Matemático de la Universidad Humboldt de Berlín. En Alemania estudió con Issai Schur, Ludwig Bieberbach y Hans Jacob Reissner.
En 1936 publicó su tesis doctoral, dirigida por Esteve Terradas, sobre la convergencia de integrales dependientes de un módulo variable. En esa misma época la Universitat de Barcelona lo nombró profesor titular de Análisis matemático, y el Institut d'Estudis Catalans lo nombra director del Centre d'Estudis Matemàtics (Centro de Estudios Matemáticos) en sustitución de Terradas, que se exilia a Argentina. 
Pi Calleja fue siempre un hombre activo políticamente hablando, seguidor de Lluis Companys (lo compatibilizaba con su fe religiosa y el amor a la causa republicana española)  y, con el estallido de la Guerra civil española, pasó a ocupar diversos cargos en la Generalitat de Catalunya, como el de director de la Oficina de turismo, y sirvió en el Ejército republicano, llegando al grado de capitán de Ingenieros. Todo ello lo obligó a exiliarse al final de la contienda. Pasó a Francia, donde fue encerrado en el campo de concentración de Argelès-sur-Mer, aunque logró salir para ir a parar a casa de unos familiares en Sète. A partir de 1939 trabajó en el Instituto Henri Poincaré, en París, y publicó trabajos sobre las integrales singulares en el boletín de la Société Mathématique de France (Sociedad Matemática de Francia), de la que formó parte, propuesto por Henri Lebesgue y Paul Montel. 
Decidió marchar a Argentina, en parte por la Segunda Guerra Mundial y en parte tentado por Rey Pastor, que le ofreció un puesto fijo en la Universidad Nacional de Cuyo, en Mendoza. Llegó allí en 1942, tras haber pasado por Cuba, donde fue miembro fundador de la Sociedad Cubana de Ciencias Físicas y Matemáticas.  
En esos años fue miembro activo de un grupo de grandes matemáticos auspiciado por Rey Pastor, y con nombres como: Beppo Levi, italiano exiliado; Alberto González Domínguez, Alberto Pedro Calderón, Carlos Biggeri y José Babini, argentinos; o Manuel Balanzat, Luis Santaló y Ernest Corominas, exiliados españoles como Pi Calleja.
En 1949 pasó a trabajar en la Universidad Nacional de La Plata. Fueron años muy fructíferos para Pi Calleja: realizó numerosas publicaciones, fue nombrado secretario general de la Unión Matemática Argentina, fue asesor de la Dirección de Arquitectura de la Provincia de Buenos Aires, colaboró como matemático con el Laboratorio de Ensayos de Materiales e Investigaciones Técnicas, creado por Terradas y realizó numerosos viajes por toda Iberoamérica.
En 1956 Pi Calleja decidió volver a España: deseaba volver a casa y que su hijo creciera en una educación y cultura española y catalana. Para volver no encontró dificultades a pesar de sus antecedentes políticos, pero tampoco ninguna facilidad. Debió presentarse a numerosas oposiciones y becas, e incluso dar clases particulares y vender propiedades de la familia para subsistir. A finales de 1957 se convocó una oposición con 3 plazas de catedrático a concurso, siendo presidente del tribunal Pastor Rey. El 14 de febrero de 1958 apareció el nombramiento oficial de Pi Calleja como nuevo catedrático de Análisis Matemático de la Universidad de Murcia.
También en esa época volvió a publicar trabajos de investigación en España, lo que no hacía desde 1936. A finales de 1959 ganó la cátedra de Análisis matemático de la Universidad de Zaragoza, donde permaneció hasta 1962, en que regresó a Barcelona como catedrático de Matemáticas de la Escuela Superior de Arquitectura.
Aunque siguió investigando sus publicaciones se fueron haciendo más esporádicas. En 1974 la Real Academia de Ciencias Exactas, Físicas y Naturales lo incorporó como miembro correspondiente en Barcelona. En 1977 se le concedió la Gran Cruz de la Orden Civil de Alfonso X el Sabio.
Se jubiló finalmente en 1977, con setenta años. Padeció durante años la enfermedad de Parkinson, falleciendo finalmente en Barcelona en 1986.

## Principales obras
El trabajo de Pi Calleja fue siempre muy personal: ni dirigió tesis doctorales, ni compartió tesis o trabajos, ni creó escuela. Sin embargo publicó más de 50 trabajos en algunas de las revistas matemáticas más importantes de la época (Revista Matemática Hispano-Americana, Mathematische Zeitschrift, Revista de la Sociedad Cubana de Ciencias Físicas y Matemáticas, Revista de la Unión Matemática Argeentina, Mathematicae Notae, Rev. Matemática y Física Teórica, etc.). También escribió críticas de libros de otros matemáticos, algunos tan importantes como Andréi Kolmogórov o Beppo Levi.
Pero sin duda su obra más importante fue Análisis matemático, colaboración de Pi Calleja con Rey Pastor y César Anselmo Trejo. Fue publicada en Buenos Aires por la Editorial Kapelusz en tres gruesos volúmenes entre 1956 y 1959.    Según Eduardo L. Ortiz para «su época, Análisis Matemático es una obra de considerable interés científico, que mostraba un conocimiento amplio, meditado y a veces sorprendente de esa rama de la Matemática por parte de sus autores».